# Вільгельм Гісбрехт
Вільгельм Гісбрехт (нім. Wilhelm Giesbrecht; 1854–1913) — німецький зоолог, карцинолог. Свого часу був провідним фахівцем  з копепод.

## Біографія
Гісбрехт народився в Данцігу (нині Ґданськ) в 1854 році, здобув освіту в Кільському унфверситеті, де в 1881 році здобув ступінь доктора філософії. Потім він переїхав до Неаполя, щоб працювати там на зоологічній станції, залишившись там до кінця свого життя. Найвідомішою його роботою є монографія 1892 року "Systematik und Faunistik der pelagischen Copepoden des Golfes von Neapel und der angrenzenden Meeres-Abschnitte («Систематика та фауністика пелагічних копеподів Неаполітанської затоки та сусідніх морів»). У 1904 році отримав звання почесного професора.

## Епоніми
На честь науковці названо декілька видів:
- Prostheceraeus giesbrechtii Lang, 1884
- Buntonia giesbrechti (G. W. Müller, 1894)
- Onchocorycaeus giesbrechti (F. Dahl, 1894)
- Stenhelia giesbrechti T. & A. Scott, 1896
- Pseudocyclopia giesbrechti Wolfenden, 1902
- Xanthocalanus giesbrechti I. C. Thompson, 1903
- Aetideus giesbrechti (Cleve, 1904)
- Arietellus giesbrechti G. O. Sars, 1905
- Conchoecetta giesbrechti (G. W. Müller, 1906)
- Paramphiascopsis giesbrechti (G. O. Sars, 1906)
- Harpacticus giesbrechti Klie, 1927
- Pseudoclausia giesbrechti Bocquet & Stock, 1960
- Candacia giesbrechti Grice & Lawson, 1977